# 蠟筆小新 我與博士的暑假 ～永不結束的七日之旅～
《蠟筆小新 我與博士的暑假 ～永不結束的七日之旅～》是一款於2021年7月15日發售的任天堂Switch專用軟體，遊戲於2021年2月18日舉辦的「任天堂直面會」上首度曝光。
2022年1月17日，发行商宣布將於2022年5月4日在臺灣、香港及韓國等地發行在地化版本，遊戲內配音將會以當地動畫版配音員擔任。同年6月，发行商宣布本作将于8月登陆PlayStation 4平台。

## 玩法
本做是款結合《我的暑假》系列的特徵和《蠟筆小新》世界觀的生活模擬遊戲，故事描寫了小新和野原一家之間度過的暑假。玩家在遊戲中扮演小新，在為期一週的新生活中體驗不同於春日部的生活。鎮上還有自助餐廳，咖啡館及酒吧，可以在這裡與當地居民互動並加深羈絆。

## 故事簡介
小新和野原一家決定在九州度過暑假，並在名為阿素的小鎮上開始為期一週的生活。這段期間，捕捉稀有昆蟲，或者在附近溪流中釣魚等，本來會是渡過個快樂的暑假的小新，就在和陌生的博士的相遇後，一段神秘的事件開始了。

## 登場角色
- 注：簡體中文版本使用的是台灣國語配音。

| 角色           | 配音員     | 配音員 | 配音員 | 簡介                                             |
| 角色           | 日本       | 臺灣   | 香港   | 簡介                                             |
| -------------- | ---------- | ------ | ------ | ------------------------------------------------ |
| 野原新之助     | 小林由美子 | 曾允凡 | 王慧珠 |                                                  |
| 野原美冴       | 楢橋美紀   | 王瑞芹 | 譚淑英 |                                                  |
| 野原廣志       | 森川智之   | 于正昇 | 黃志明 |                                                  |
| 野原向日葵     | 興梠里美   | 吳貴竹 | 張彩虹 |                                                  |
| 野原小白       | 真柴摩利   | 吳貴竹 | 張彩虹 |                                                  |
| 風見／青山一馬 | 真柴摩利   | 吳貴竹 | 周恩恩 | 小新在阿素邂逅的小朋友，長相與風間相似。         |
| 霓霓           | 林玉緒     | 王瑞芹 | 陳子瑩 | 小新在阿素邂逅的小朋友，長相與妮妮相似。         |
| 阿袋           | 佐藤智惠   | 于正昇 | 姜麗儀 | 小新在阿素邂逅的小朋友，長相與阿呆相似。         |
| 正南           | 一龍齋貞友 | 宋昱璁 | 張彩虹 | 小新在阿素邂逅的小朋友，長相與正男相似。         |
| 斜二博士       | 宮澤正     | 黃天佑 | 陳夕   | 本作的關鍵人物，自稱「史上最恐怖的瘋狂科學家」。 |
| 青山綺         | 元吉有希子 | 馮嘉德 | 蔡運華 | 阿素的居民。                                     |
| 旁白           | 元吉有希子 | 馮嘉德 | 蔡運華 |                                                  |
| 火山代代子     | 小原莉子   | 劉如蘋 | 顧詠雪 | 野原美冴兒時的玩伴。                             |
| 火山良良子     | 錦織惠     | 王貞令 | 余倩盈 | 代代子的妹妹。                                   |
| 火山守         | 弦徳       | 傅品晟 | 李家傑 | 報社總編，代代子和良良子的父親。                 |
| 黒髮美子       | 金子有希   | 劉如蘋 | 李蔓宜 | 阿素的居民。                                     |
| 山田摩多       | 堀場美希   | 劉如蘋 | 張嘉敏 | 阿素的居民。                                     |
| 銀河忍         | 朝霧友陽   | 胡鎮璽 | 林筠翔 | 阿素的居民。                                     |
| 青山一郎       | 前内孝文   | 胡鎮璽 | 黃尉斯 | 阿素的居民。                                     |
| 青山次郎       | 前内孝文   | 宋昱璁 | 黃尉斯 | 阿素的居民。                                     |
| 青山三郎       | 前内孝文   | 孟慶府 | 黃尉斯 | 阿素的居民。                                     |

## 開發
《蠟筆小新 我與博士的暑假》在2021年2月18日舉辦的「任天堂直面會」上首度發表，並於同年7月15日於日本推出日文版。
本作是打造《我的暑假》系列的製作人綾部和率領製作的新作，他表示「本作並非為《我的暑假》的系列作，重點都將放在《蠟筆小新》的世界觀上，但由於均由我所負責，因此兩作的風格可能還是會很相似」。

## 外部連結
- 官方网站